# Bula Quo! (Film)
Bula Quo! ist ein am 7. November 2013 erschienener britischer Spiel-,  Action- und Kömodienfilm des Regisseurs Stuart St. Paul mit der britischen Rockband Status Quo.

## Handlung (Prämisse)
Die Mitglieder der britischen Rockband Status Quo starten anlässlich ihres 50-jährigen Bühnenjubiläums eine Welttournee, die sie unter anderem auch auf die Fidschi-Inseln führt.
Hier treffen sie auf die für sie attraktive Caroline, die gerade ihr Freiwilliges Soziales Jahr absolviert. Sie macht keinen Hehl daraus, wie überaus verwundert sie doch über das mittlerweile fortgeschrittene Alter der Rockveteranen ist, was die beiden Bandmitgliedern Rick Parfitt und Francis Rossi negativ überrascht, da sie sich mit dem Älterwerden und der damit einhergehenden Wahrnehmungsveränderung durch jüngere Menschen konfrontiert sehen.
Nach einem lautstarken Auftritt im Lautoka-Stadion versuchen Francis und Rick dem Presserummel zu entkommen und finden Unterschlupf in einer etwas zwielichtig wirkenden Hafenbar. Nach ein paar Drinks werden sie zufällig Zeuge des Mordes an einem Gangster namens Wilson. Als sie das Verbrechen auch noch mit dem Handy filmen und dabei erwischt werden, beginnt eine Jagd quer durch das Urlaubsparadies.